# Tymianki-Dębosze
Tymianki-Dębosze – część wsi Tymianki-Okunie położona w Polsce, w województwie mazowieckim, w powiecie ostrowskim, w gminie Boguty-Pianki.
Dawniej wieś.
Wierni kościoła rzymskokatolickiego należą do parafii św. Jana Apostoła w Nurze.

## Historia
W I Rzeczypospolitej Tymianki należały do ziemi nurskiej.
W roku 1827 we wsi było 7 domów i 50 mieszkańców. Pod koniec wieku XIX miejscowość drobnoszlachecka w powiecie ostrowskim, gmina Kamieńczyk Wielki, parafia Nur. We wsi 83 mieszkańców.
W 1921 r. naliczono tu 13 budynków z przeznaczeniem mieszkalnym oraz 79 mieszkańców (37 mężczyzn i 42 kobiety). Wszyscy podali narodowość polską. Miejscowość należała do parafii rzymskokatolickiej w Czyżewie. Podlegała pod Sąd Grodzki w Czyżewie i Okręgowy w Łomży; właściwy urząd pocztowy mieścił się w Czyżewie.
W wyniku napaści ZSRR na Polskę we wrześniu 1939 miejscowość znalazła się pod okupacją sowiecką. Od czerwca 1941 roku pod okupacją niemiecką. Od 22 lipca 1941 do 1945 włączona w skład Landkreis Lomscha, Bezirk Bialystok III Rzeszy.
W latach 1975–1998 miejscowość administracyjnie należała do województwa łomżyńskiego.